# Kulturministeriet

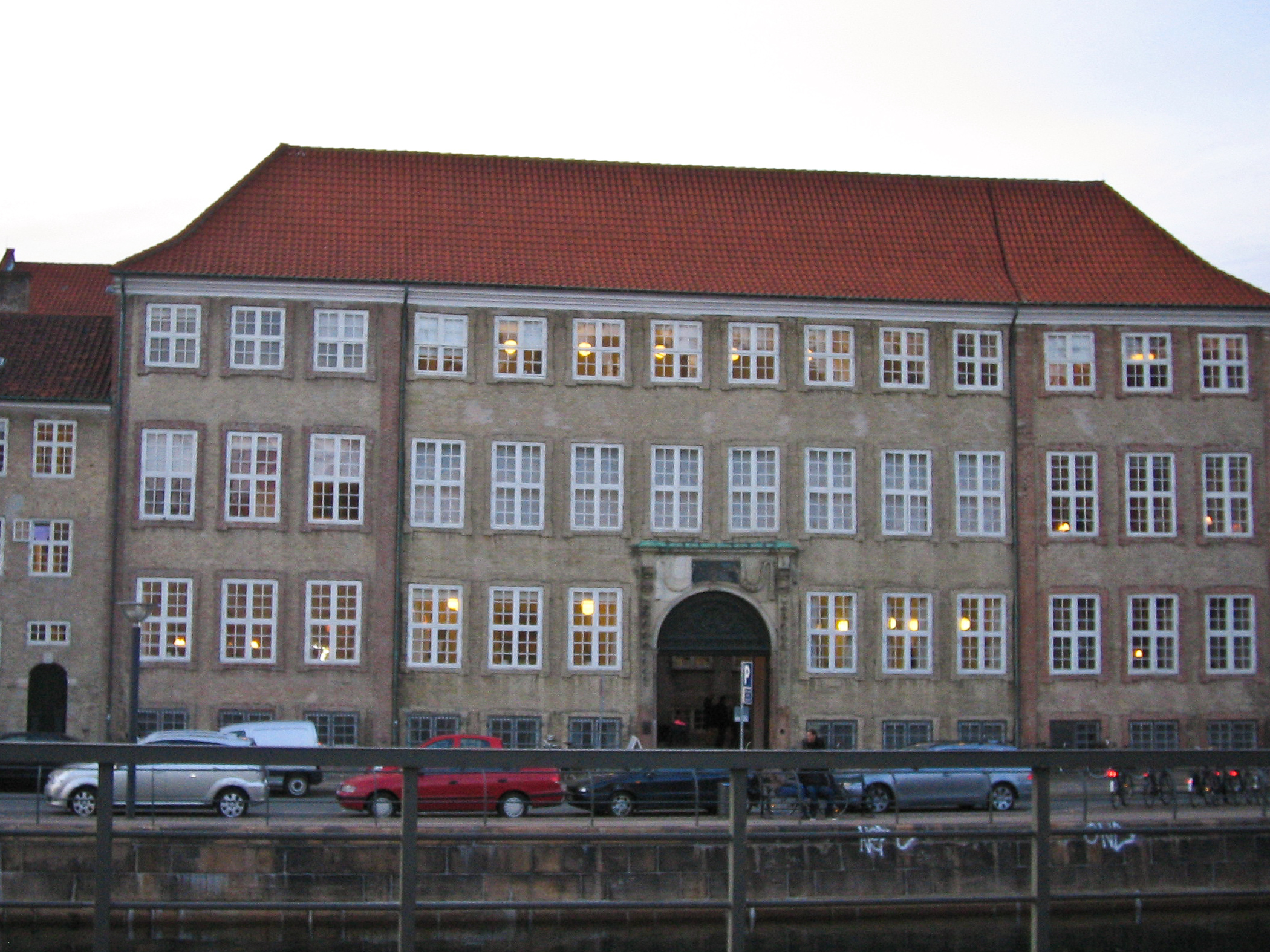
Hauptsitz des Kulturministeriums in der Nybrogade in Kopenhagen

Das Kulturministeriet ist das dänische Kulturministerium. Es ist eines von derzeit 22 Fachministerien der dänischen Regierung und hat seinen Sitz im Assistenshuset in der Nybrogade im Zentrum Kopenhagens. In seinen Aufgabenbereich fallen Kunst-, Theater- und Filmförderung, Radio und Fernsehen, das Urheberrecht sowie der Breiten- und Leistungssport.
Amtierende Kulturministerin ist seit August 2021 Ane Halsboe-Jørgensen von den Socialdemokraterne.

## Geschichte
Das Ministerium wurde am 19. September 1961 als „Ministerium für kulturelle Angelegenheiten“ (Ministeriet for kulturelle anliggender) gegründet. Die meisten seiner Abteilungen wurden damals aus dem Bildungsministerium ausgegliedert, einige Aufgaben stammten jedoch auch aus anderen Ministerien, zum Beispiel die Bereiche Theater und Film aus dem Justizministerium, Denkmalschutz aus der Staatskanzlei, das Dänische Zeughausmuseum aus dem Verteidigungsministerium sowie das Dänische Kunstgewerbemuseum und Danmarks Tekniske Museum aus dem Handelsministerium.
Die Förderpolitik des Ministeriums, insbesondere die Ankäufe von Kunstwerken durch Statens Kunstfond ab 1964, stieß von Anfang an auf beherzte Kritik. Angesichts eines zunehmenden Kulturkonsums und eines zunehmend erweiterten Kulturbegriffes dehnten jedoch die wechselnden Regierungen die staatlichen Förderungen stetig aus.
In der kurzen Zeit von 1987 bis 1988 nannte sich das Ministerium Kultur- og Kommunikationsministeriet und seit 1988 trägt es seinen heutigen Namen Kulturministeriet. Es erfolgten etliche Kompetenzverschiebungen: 1974 erhielt das Ministerium die Zuständigkeiten für die Filmzensur, 1976 für den Sportbereich. Beim Regierungswechsel 1993 wurde gleich eine Vielzahl von Ressorts umverteilt, was zu einer erneuten Erweiterung des Aufgabenbereichs führte.
Unter der Bezeichnung Kulturkanon ließ Kulturminister Brian Mikkelsen 2006 eine Liste mit 108 Werken veröffentlichen, die das dänische Kulturerbe erfassen sollte. Das umstrittene Projekt zog weitere „Kanons“ nach sich.

## Behörden und staatliche Institutionen
Die drei ehemaligen Behörden Kunststyrelsen (Kunstbehörde), Kulturarvsstyrelsen (Kulturerbebehörde) und Styrelsen for Bibliotek og Medier (Bibliotheks- und Medienbehörde) wurden im Januar 2012 in der gemeinsamen Behörde Kulturstyrelsen vereint. Eine weitere Behörde, die dem Kulturministerium unterstellt war, war die Styrelsen for Slotte og Kulturejendomme (Behörde für Schlösser und Kulturbesitz), die unter anderem für den Betrieb und die Instandhaltung von Schlössern, Gärten und sonstigen Kulturgütern zuständig war. Im Januar 2016 fusionierten sie mit der Kulturstyrelsen zur Slots- og Kulturstyrelsen (Schlösser- und Kulturbehörde). Derzeit sind dem Kulturministerium rund 30 staatliche Einrichtungen angegliedert, darunter:
| Institution                                                      | Beschreibung | Sitz                              |
| ---------------------------------------------------------------- | --- | --------------------------------- |
| Danish Crafts                                                    | Danish Crafts vermarktet dänisches Kunsthandwerk im In- und Ausland, zum Beispiel durch Ausstellungen. | Kopenhagen                        |
| Danmarks Kunstbibliotek                                          | Die Dänische Kunstbibliothek ist die wichtigste Fachbibliothek für Architektur, Bildende Kunst und Kunstgeschichte. | Kopenhagen                        |
| Dansk Jagt- og Skovbrugsmuseum                                   | Dänisches Jagd- und Forstmuseum | Hørsholm                          |
| Dansk Landbrugsmuseum                                            | Das Dänische Landwirtschaftsmuseum zeigt Ausstellungen zur Landwirtschaftsgeschichte. | Gammel Estrup                     |
| Dansk Sprognævn                                                  | Der Dänische Sprachrat registriert neue Wörter und legt die Rechtschreibung der dänischen Sprache fest. | Kopenhagen                        |
| Det Danske Filminstitut                                          | Das Dänische Filminstitut entstand in seiner heutigen Form 1997, als es mit den Institutionen Statens Filmcentral und Det Danske Filmmuseum zusammengelegt wurde. | Kopenhagen                        |
| Den Danske Filmskole                                             | Die Dänische Filmschule bildet in den Bereichen Film, Animation, Fernsehen und Drehbuch aus. | Kopenhagen                        |
| Den Hirschsprungske Samling                                      | Die Hirschsprung’sche Sammlung enthält Werke des Kunstsammlers Heinrich Hirschsprung und seiner Frau. | Kopenhagen                        |
| Det Jyske Musikkonservatorium                                    | Das Jütische Musikkonservatorium entstand im Januar 2010 durch eine Fusion des Aalborger Nordjysk Musikkonservatorium und Det Jyske Musikkonservatorium in Aarhus. | Aarhus                            |
| Det Kongelige Bibliotek                                          | Die Dänische Königliche Bibliothek ist Dänemarks Nationalbibliothek und Universitätsbibliothek der Universität Kopenhagen. | Kopenhagen                        |
| Det Kongelige Danske Kunstakademi, Billedkunstskolerne           | An den Hochschulen für Bildende Künste der Kunstakademie sind rund 200 Studenten eingeschrieben. | Kopenhagen                        |
| Det Kongelige Danske Musikkonservatorium                         | Das Königlich Dänische Musikkonservatorium ist das älteste seiner Art in Dänemark. | Kopenhagen                        |
| Det Kongelige Teater                                             | Das Königliche Theater am Kongens Nytorv gibt es seit 250 Jahren und präsentiert Schauspiel, Oper, Ballett und Orchester. | Kopenhagen                        |
| Kunsthal Charlottenborg                                          | Die Kunsthalle Charlottenborg gilt als die größte Ausstellungs- und Begegnungsstätte für Gegenwartskunst in der Hauptstadt. | Kopenhagen                        |
| Nationalmuseet                                                   | Die Ausstellungen des Dänischen Nationalmuseums vermitteln in- und ausländische Kulturgeschichte. Seine Aufgaben umfassen die Archäologie, Ethnologie, Naturwissenschaften, Erhalt von Kirchen, altertümliche Funde und Verleih von Museumsstücken.                                           | Kopenhagen                        |
| Nota - Nationalbibliotek for mennesker med læsevanskeligheder    | Nota ist die Nationalbibliothek für Menschen mit Leseschwächen, die Hörbücher, E-Books und Werke in Brailleschrift herstellt und verleiht. | Kopenhagen                        |
| Ordrupgaard                                                      | Das Museum Ordrupgaard besitzt eine bedeutende Sammlung dänischer und französischer Kunst des 19. und 20. Jahrhunderts. | Charlottenlund (Gentofte Kommune) |
| Rytmisk Musikkonservatorium                                      | Das Rhythmische Musikkonservatorium von 1986 bildet 200 Studenten in rhythmischer Gegenwartsmusik aus. | Kopenhagen                        |
| Statens Arkiver                                                  | Die öffentlich zugänglichen Staatlichen Archive bestehen aus sieben Abteilungen: dem Rigsarkivet in Kopenhagen, den regionalen Archiven (Landsarkivet) für Seeland, Fünen, Nordjütland und Sønderjylland, dem Gewerbearchiv (Erhvervsarkivet) in Aarhus sowie dem Dansk Data Arkiv in Odense. | Kopenhagen (Rigsarkivet)          |
| Statens Forsvarshistoriske Museum, Orlogsmuseet und Tøjhusmuseet | Das Militärhistorische Museum zeigt 700 Jahre dänische Militärgeschichte und ist seit 2004 unter einem Dach mit dem Kriegsmarinemuseum und dem Zeughausmuseum. | Kopenhagen                        |
| Statens Museum for Kunst                                         | Das Staatliche Kunstmuseum konzentriert sich auf Bildende Kunst und ist die Nationalgalerie des Landes. | Kopenhagen                        |
| Statens Teaterskole                                              | An der Staatlichen Theaterschule werden rund 120 Studenten ausgebildet. | Kopenhagen                        |
| Statens Værksteder for Kunst                                     | Die Staatlichen Kunstwerkstätten stellen im Speicher Gammel Dok Pakhus Arbeitsräume für Künstler bereit. | Kopenhagen                        |
| Statsbiblioteket                                                 | Die Staatsbibliothek wird vor allem von Studenten, Dozenten und Forschern der Universität Aarhus in Anspruch genommen. | Aarhus                            |
| Syddansk Musikkonservatorium og Skuespillerskole                 | Das Süddänische Musikkonservatorium und Schauspielschule entstand im Januar 2010 durch eine Fusion des Vestjysk Musikkonservatoriums (VMK), Det Fynske Musikkonservatorium (DFM) und der Schauspielschule Skuespillerskolen ved Odense Teater (SkO).                                          | Odense                            |